# Баффало (Айова)
Баффало (англ. Buffalo) — місто (англ. city) в США, в окрузі Скотт штату Айова. Населення — 1176 осіб (2020).

## Географія
Баффало розташоване за координатами 41°27′38″ пн. ш. 90°46′7″ зх. д. / 41.46056° пн. ш. 90.76861° зх. д. (41.460550, -90.768636).  За даними Бюро перепису населення США в 2010 році місто мало площу 16,79 км², з яких 16,69 км² — суходіл та 0,10 км² — водойми. В 2017 році площа становила 17,63 км², з яких 17,53 км² — суходіл та 0,10 км² — водойми.

## Демографія
Згідно з переписом 2010 року, у місті мешкало 1270 осіб у 499 домогосподарствах у складі 336 родин. Густота населення становила 76 осіб/км².  Було 527 помешкань (31/км²).
Расовий склад населення:
| - 97,2 % — білих - 0,5 % — чорних або афроамериканців - 0,2 % — азіатів - 0,1 % — корінних американців |

До двох чи більше рас належало 1,7 %. Частка іспаномовних становила 2,5 % від усіх жителів.
За віковим діапазоном населення розподілялося таким чином: 25,5 % — особи молодші 18 років, 61,4 % — особи у віці 18—64 років, 13,1 % — особи у віці 65 років та старші. Медіана віку мешканця становила 37,9 року. На 100 осіб жіночої статі у місті припадало 103,5 чоловіків;  на 100 жінок у віці від 18 років та старших — 97,1 чоловіків також старших 18 років.
Середній дохід на одне домашнє господарство  становив 51 154 долари США (медіана — 44 922), а середній дохід на одну сім'ю — 57 170 доларів (медіана — 51 250). За межею бідності перебувало 6,5 % осіб, у тому числі 0,0 % дітей у віці до 18 років та 3,1 % осіб у віці 65 років та старших.
Цивільне працевлаштоване населення становило 604 особи. Основні галузі зайнятості: виробництво — 26,5 %, роздрібна торгівля — 13,2 %, освіта, охорона здоров'я та соціальна допомога — 12,9 %.